# Aeroportul Provideniya Bay
Aeroportul Provideniya Bay (IATA: PVS, ICAO: UHMD) este un aeroport din Providenia, Providenia⁠(d), Districtul autonom Ciukotka, Rusia ce deservește zona Providenia. Aeroportul a fost tranzitat în 2021 de 5.967 de pasageri. A fost numit după zona deservită.
Situat la o altitudine de 22 m, aeroportul dispune de o singură pistă. Este operat de Chukotavia⁠(d).